# フランカヴィッラ・イン・シンニ
フランカヴィッラ・イン・シンニ（イタリア語: Francavilla in Sinni）は、イタリア共和国バジリカータ州ポテンツァ県にある、人口約4,200人の基礎自治体（コムーネ）。

## 地理

### 位置・広がり

#### 隣接コムーネ
隣接するコムーネは以下の通り。
- キアロモンテ
- ファルデッラ
- サン・コスタンティーノ・アルバネーゼ
- サン・セヴェリーノ・ルカーノ
- テッラノーヴァ・ディ・ポッリーノ